# Davide Uccellari
Davide Uccellari (Modena, 11 ottobre 1991) è un triatleta italiano.
Ha partecipato ai Giochi olimpici di Londra 2012, giungendo 29º e ai Giochi olimpici di Rio de Janeiro 2016 giungendo 34º.

## Biografia
Entra in piscina all'età di due anni seguendo le orme del fratello maggiore. A nove anni, per divertimento partecipa alla sua prima gara podistica su strada di circa due km nei circuiti modenesi. Negli anni successivi conoscerà l'ex olimpionico Renzo Finelli, attuale allenatore di corsa, entrando nella società A.S. La Fratellanza 1874. In parallelo all'atletica leggera inizia a partecipare alle prime gare di duathlon e triathlon riservate alle categorie giovanili già esplorate nel mondo del nuoto.
I migliori risultati sono il 5º posto ai Campionati mondiali juniores di triathlon in Gold Coast (Australia) seguiti, l'anno successivo, dal titolo italiano ed europeo di duathlon, oltre a un titolo italiano di triathlon sempre nella categoria juniores.
Nel 2010 la progressione di risultati nelle categorie giovanili e le numerose maglie azzurre FIDAL e FITRI lo portano ad essere reclutato nelle file del Gruppo Sportivo Fiamme Azzurre della Polizia penitenziaria.
L'apice della sua carriera arriva quando, non ancora ventunenne, ottiene il pass per partecipare ai Giochi olimpici di Londra 2012: è il più giovane atleta al via per quanto riguarda la disciplina del triathlon maschile.

## Top risultati
2009
- 2º Individuale Campionato Italiano Duathlon Sprint Junior (ITA)
- 5º ITU World Championship Grand Final, Gold Coast (AUS)
- 2º ITU Aquathlon World Championships, Gold Coast (AUS)
- 2º ETU Triathlon Junior European Cup, Vienna (AUT)
- 3º ETU Triathlon Junio European Cup, Tarzo (ITA)
- 2º Campionato Italiano Triathlon Sprint Junior (ITA)
- 1º Finale Coppa Italia (ITA)

2010
- 1º Individuale Campionato Italiano Duathlon Junior (ITA)
- 1º Individuale Campionato Italiano Triathlon Sprint Junior (ITA)
- 2º Individuale Campionato Italiano Triathlon Sprint Assoluto (ITA)
- 2º Individuale Campionato Italiano Triathlon Olimpico U23 (ITA)
- 1º ETU Duathlon European Championships, Nancy (FRA)
- 10º ETU Triathlon European Championships, Athlone (IRL)

2011
- 1º Individuale Campionato Italiano Duathlon Sprint (ITA)
- 5º ITU Triathlon European Cup, Quarteira (POR)
- 3º ETU Duathlon European Championships, Limerick (IRL)
- 10º ITU World Championship Grand Final Beijing (CHI)
- 8º ITU Triathlon World Cup, Huatulco (MEX)
- 2º ETU U23 Triathlon European Championships, Eilat (ISR)
- 20º ITU Triathlon World Cup Auckland (NZ)

2012
- 18º ITU Triathlon World Cup Mooloolaba (AUS)
- 17º ITU Triathlon World Series Sydney (AUS)
- 2º ITU Triathlon World Cup Hishigaki (JAP)
- 7º ITU Triathlon World Cup, Huatulco (MEX)
- 19º ITU Triathlon World Series, Madrid (SPA)
- 16º ITU Triathlon World Cup di Tiszaujvaros (HUN)
- 29º Giochi olimpici di Londra (UK)
- 19º ITU Triathlon World Series Stockholm (SWE)
- 1º Individuale Campionato Italiano Triathlon Sprint (ITA)

2013
- 6º ITU Triathlon World Cup, Alicante (SPA)
- 9º ITU World Triathlon Grand Final London (U23 Men) (UK)
- 2º Individuale Campionato Italiano Triathlon Olimpico (ITA)
- 1º Individuale Campionato Italiano Triathlon Olimpico (U23) (ITA)
- 10º Alanya ETU Triathlon European Championships (TUR)
- 3º Alanya ETU Triathlon European Championships (team-relay) (TUR)

2014
- 2º ITU Triathlon World Cup, Huatulco (MEX)
- 4º ITU Triathlon World Cup, Tiszaujvaros (HUN)
- 2º Individuale Campionato Italiano Triathlon Olimpico (ITA)
- 1º Individuale Campionato Italiano Triathlon Olimpico (U23) (ITA)

2015
- 5º ITU Triathlon World Cup, Tiszaujvaros (HUN)
- 9º ITU Triathlon World Cup, Alanya (TUR)
- 1º Individuale Campionato Italiano Triathlon Olimpico (ITA)

2016
- 34º Giochi olimpici di Rio de Janeiro (BRA)

2017
- 2º Individuale Campionato Italiano Triathlon Olimpico (ITA)
- 2º Individuale Campionato Italiano Triathlon Sprint (ITA)

2018
- 3º ITU Triathlon World Cup, Cagliari (ITA)
- 2º Individuale Campionato Italiano Triathlon Sprint (ITA)

## Riconoscimenti
- Modena Città europea dello sport 2013